# Entre Ríos – Rodolfo Walsh
Entre Ríos - Rodolfo Walsh – stacja metra w Buenos Aires, na linii E. Znajduje się pomiędzy planowaną stacją San José, a Pichincha. Stacja została otwarta 20 czerwca 1944.